# Task manager

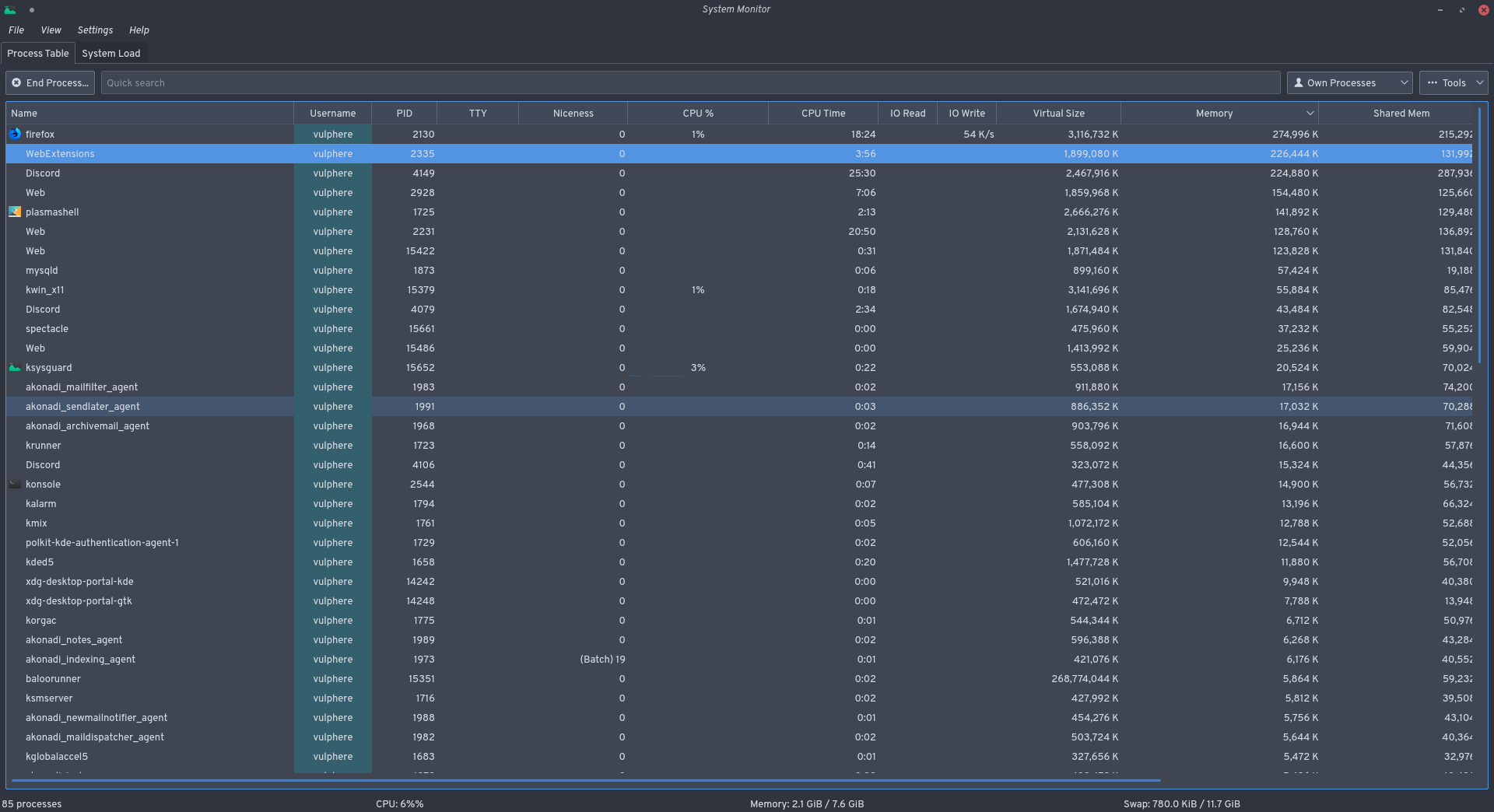
KSysGuard, il gestore dei processi di KDE Plasma 5

In informatica, un gestore dei processi o anche gestore delle attività (in inglese: task manager) è un'applicazione di un sistema operativo che permette di monitorare tutti i processi in esecuzione su un computer, sia quelli visibili ovvero direttamente utilizzati dall'utente, sia quelli che vengono eseguiti in background.

## Descrizione
Esso è presente praticamente in tutti i moderni sistemi operativi, siano essi dotati di interfaccia grafica o di interfaccia a riga di comando. Solitamente mostra le applicazioni e i processi in esecuzione e la quantità di RAM da essi utilizzata.
Si tratta in genere di uno strumento molto utilizzato dai sistemisti sia su postazioni client che su postazioni server per la gestione delle risorse informatiche del sistema amministrato decidendo quali processi/programmi debbano essere terminati (in gergo «uccisi») perché bloccano l'esecuzione di altri o saturano le risorse del sistema.

### Nei sistemi operativi Microsoft

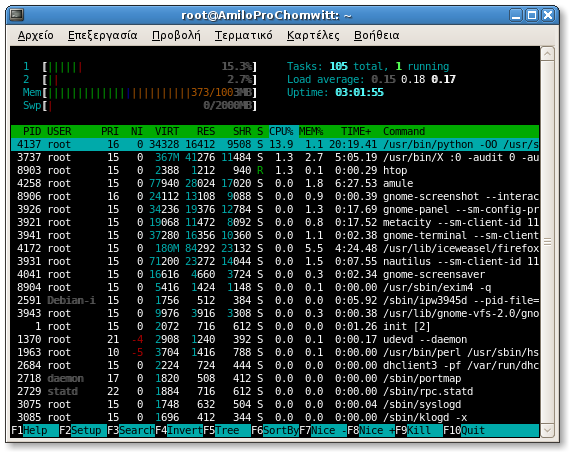
htop, un gestore dei processi per Linux

Le edizioni dei sistemi operativi Microsoft della famiglia Windows permettono di monitorare e controllare in modo separato le applicazioni aperte e i processi in esecuzione attraverso il programma Gestione attività.
In tali sistemi a Gestione attività è in genere assegnata una combinazione particolare e riservata di tasti da premere. Nei già citati sistemi Windows questa combinazione è Ctrl+Alt+Canc (oppure Ctrl+⇧ Maiusc+Esc), che nei vecchi sistemi DOS attivava il riavvio a caldo della macchina.
Per motivi di sicurezza questa hotkey non può essere in alcun modo alterata o dirottata, essendo controllata direttamente da winlogon.exe, processo di sistema a livello del kernel.

### Nei sistemi operativi Unix e Unix-like
Sui sistemi Unix e Unix-like il task manager su interfaccia a riga di comando si ottiene attraverso i comandi:
```
top
```

o 
```
ps
```

in tali sistemi per uccidere eventualmente un processo si usa poi il seguente comando:
```
kill
 -9 <
pid_processo
>
```